# Легенда про Vox Machina
Легенда про Vox Machina, також відомий як Легенда про Голос Машини (англ. The Legend of Vox Machina) — американський анімаційний фентезійний серіал для дорослих, створений Critical Role Productions, Titmouse, Inc. та Amazon Studios, прем’єра якого відбулася на Amazon Prime Video. Він заснований на першій кампанії гри Dungeons & Dragons вебсеріалу Critical Role. У серіалі зіграли Метью Мерсер, Ешлі Джонсон, Тревіс Віллінгем, Лора Бейлі, Ліам О'Браєн, Талієсін Яффе, Маріша Рей і Сем Ріґель, які повторюють свої ролі з кампанії.
Прем’єра першого сезону відбулася 28 січня 2022 року, він складається з дванадцяти епізодів. У листопаді 2019 року Amazon продовжив серіал на другий сезон, прем'єра якого відбулася 20 січня 2023 року. 6 жовтня 2022 року Amazon продовжив серіал на третій сезон, який вийшов 3 жовтня 2024 року. 3 жовтня 2024 року Amazon продовжив серіал на четвертий сезон.

## Сюжет

### Сетинг
Дія серіалу відбувається в Ександрії, вигаданому світі, який створив Метью Мерсер у 2012 році для його особистої кампанії у Dungeons & Dragons, яка потім була запущена як вебсеріал «реальної гри» Critical Role у 2015 році. Більша частина історії відбувається на континенті Тал'Дорей в метрополії Емон і місті-державі Вайтстоун.

### Синопсис
Перші два епізоди серіалу «будуть абсолютно новою історією про команду Vox Machina з семи членів сьомого рівня D&D під час їхньої першої «дорослої» місії, яка відбувається перед першим RPG-шоу Critical Role». Потім серіал адаптує арку Браярвуд з оригінального вебсеріалу, «в якому команда Vox Machina мститься за вбивство правителів міста Вайтстоун та більшості їхніх нащадків злим лордом і леді Браярвуд». У серіалі також будуть адаптовані «інші класичні сюжетні арки Vox Machina».

## Актори та персонажі

### Основні персонажі
- Метью Мерсер — Сайлас Браярвуд та інші голоси [19]
- Ешлі Джонсон — Пайк Трикфут, кліриця[en]-гномка[en]
- Тревіс Віллінгем — Ґрог «Міцна щелепа», варвар[en]-голіаф[en]
- Лора Бейлі — Векс'алія «Векс» Вессар, рейнджерка[en]-напівельфійка[en]
- Ліам О'Браєн[en] — Вакс'ілдан «Вакс» Вессар, розбійник[en]-напівельф[20]
- Талієсін Яффе[en] — Персиваль «Персі» Фредрікштейн фон Музель Клоссовскі де Роло III, стрілець-людина
- Маріша Рей[en] — Кейлет з Повітряного Ашарі, друїдка[en]-напівельфійка
- Сем Ріґель[en] — Скенлан Шортгалт, бард[en]-гном

### Другорядні персонажі
- Стефані Беатріс — леді Кіма з Ворда[21][22], членкиня Ради Тал'Дорей. Леді Кіма — піврослиця[en] і паладинка[en] Багамута[en][23].
- Харі Пейтон[en] — суверен Уріель Тал'Дорей[21][22], правитель королівства Тал'Дорей.
- Девід Теннант — генерал Кріґ[21][22], член Ради Тал'Дорей, який очолює військо, і таємно є злим синім драконом[en] Брімскітом.
- Індіра Варма — леді Аллура Візорен[21][22], членкиня Ради Тал'Дорей. Леді Алура — людина-чарівниця[en][23].
- Ґрей Ґріффін[en] — Даліла Браярвуд[21][22], правителька Білого каменю разом зі своїм чоловіком Сайласом, який захопив владу після насильницького повалення родини де Роло. Вона опанувала некромантичними здібностями завдяки навчанню чарівниці та таємничим зв’язком зі своїм покровителем, «Нашептованим[en]».
- Суніл Малхотра — Шон Ґілмор[21][22], власник чарівної крамниці Ґречний Ґамазей Ґілмора (англ. Gilmore's Glorious Goods), який дружить з Vox Machina, зокрема з Ваксом.
- Юджин Берд[en] — Джаррет Говарт[21][24], капітан «Зброї Емона».
- Анджалі Бхімані[en] — головна священнослужителька (кліриця)[25], яка поклоняється Вічному Світлу і допомагає Пайк у її кризовій подорожі віри.
- Дарін Де Пол[en] — Керріон Стоунфелл[21][22], капітан гвардії Браярвудів у Вайтстоуні.
- Рорі Макканн — герцог Ведмір[21][22], голіаф, охоронець Браярвудів.
- Стівен Рут — професор Андерс[21][22], колишній викладач Персі, який перебуває в союзі з Браярвудами.
- Домінік Монаґан — Арчибальд Деней[21][22], лідер повстанців Вайтстоуна та друг дитинства Персі.
- Джина Торрес — хранителька Єнен[22][24], релігійна лідерка Вайтстоуна, таємно підтримує повстання.
- Есме Крід-Майлз[en] — Кассандра де Роло[22][24], сестра Персі, яка перебуває під опікою Браярвудів.
- Трейсі Томс — Вічне Світло[22], богиня зцілення та божество-покровитель Пайк[26].
- Ешлінг Франчозі — Кайлі
- Ральф Айнесон — Кведак
- Келлі Ху — докторка Анна Ріплі[21][22], одна з убивць родини Персі, яка згодом виступає проти Браярвудів.

## Список серій
| Сезон | Епізоди | Епізоди | Оригінальний показ | Оригінальний показ |
| Сезон | Епізоди | Епізоди | Перший показ       | Останній показ     |
| ----- | ------- | ------- | ------------------ | ------------------ |
| 1     | 12      | 12      | 28 січня 2022      | 18 лютого 2022     |
| 2     | 12      | 12      | 20 січня 2023      | 10 лютого 2023     |
| 3     | 12      | 12      | 3 жовтня 2024      | 24 жовтня 2024     |

### Сезон 1 (2022)
| № серії (загалом) | № серії (в сезоні) | Назва серії                                                     | Режисер(и)       | Сценарист(и)                   | Оригінальна дата показу |
| --- | ------------------ | --------------------------------------------------------------- | ---------------- | ------------------------------ | ----------------------- |
| 1 | 1                  | «Терор Тал'Дорея. Частина 1» «The Terror of Tal'Dorei – Part 1» | Янг Геллер       | Брендон Ауман                  | 28 січня 2022           |
| Неспроможність кількох груп найманців перемогти невідомого звіра, який підпалив фермерські угіддя, змушує Раду Тал'Дорея публічно оголосити значну винагороду за його знищення. Це привертає увагу Vox Machina після бійки, що підкреслює брак коштів. Після музичного вступу Скенлана лише генерал Кріг висловлюється на користь того, щоб дати Vox Machina шанс. Суверен Уріель довіряє їм це завдання, тому що він вражений ведмедиком Векса, Трінкетом. Група вирушає до Шалестепу, де істоту бачили востаннє. За вказівкою сільської дитини, Vox Machina зустрічається з істотою - синім драконом Брімсцитом. Починається битва; Брімсцит відступає, ледь не вбивши групу, і вони не бажають продовжувати пошуки. Векс розповідає, що дракон убив матір близнюків, коли вони були маленькими, і повідомляє групі, що вона відчула щось драконівське, коли вони зустрілися з Радою. На зворотному шляху вони знову проходять через Шалестеп і бачать, що село зруйноване, а його мешканці вбиті. Відчуваючи провину за смерть мешканців села, Vox Machina вирішує вбити Брімсцита або померти, намагаючись це зробити. |                    |                                                                 |                  |                                |                         |
| 2 | 2                  | «Терор Тал'Дорея. Частина 2» «The Terror of Tal'Dorei – Part 2» | Алісія Чан       | Брендон Ауман                  | 28 січня 2022           |
| Брімсайз стрімко знищує батальйон Емона; генерал Кріг - один з небагатьох, хто вижив. Повідомляючи новину Раді, Векс припускає, що сер Фінс може бути в союзі з драконом, спираючись на своє драконяче чуття. У "Славних товарах Гілмора" Вакс і Пайк запитують Шона Гілмора, чи знає він щось про драконів. Фліртуючи з Ваксом, Гілмор показує йому загадкову поезію про синіх драконів з книги. Скенлан і Ґрог непомітно слідують за Фінсом до особняка Кріга. Вокс Макіни вриваються в особняк і стикаються з Фінсом, перш ніж Кріг вбиває його. Вони йдуть за Крігом через портал у печеру, де Кріг відкриває, що він - Брімсцит, оскільки він змінює форми. Під час битви Вакс розуміє, що в поезії вказано, що слабке місце дракона - це його шия - група об'єднується, щоб дозволити Ґрогу завдати смертельного удару. Рада нагороджує групу Вокс Макіна почесними титулами та ключами від власного замку в Емоні, а також запрошує на майбутній бенкет важливих людей з усього Тал'Дорею. Тим часом лорд Сайлас і леді Делайла Бріарвуд потрапляють у засідку бандитів під час подорожі до Емону. Сайлас жорстоко розправляється з нападниками, після чого пара безтурботно продовжує свою подорож. |                    |                                                                 |                  |                                |                         |
| 3 | 3                  | «Свято Королівств» «The Feast of Realms»                        | Стенлі фон Медві | Юджин Сон                      | 28 січня 2022           |
| Влаштувавшись у своїй новій резиденції, Vox Machina отримують повідомлення, що бенкет відбудеться наступного вечора. На бенкеті Персі шокований прибуттям Бріарвудів; Персі повідомляє групі, що саме вони насильно позбавили влади його сім'ю, щоб отримати контроль над Вайтстоуном. Вакс зголошується проникнути в апартаменти Бріарвудів. Під час вечері Сайлас магічним чином зачаровує Уріеля ігнорувати будь-яку підозрілу активність з Вайтстоуна, в той час, як Делайла стверджує, що вони отримали контроль після того, як де Ролос з ганьбою зрікся престолу. Персі публічно звинувачує Делайлу у брехні перед тим, як Бріарвуди усамітнюються у своїх апартаментах. Вакс знаходить у номері заховану книгу, в якій згадується істота, відома, як Шептун. Коли Бріарвуди ловлять Вакса, Сайлас проявляє вампірські якості, перш ніж Вакс тікає. Переслідування Бріарвудами Вакса втягує решту Vox Machina в битву з парою на подвір'ї, в той час, як Скенлан відволікає гостей бенкету музичним виступом. Хоча Бріарвуди переважають Vox Machina, пара зосереджується на втечі, залишивши свого кучера Дезмонда позаду. Персі, розлючений і охоплений тіньовою силою, стріляє в Дезмонда і намагається розпитати його про Бріарвудів, але його перебиває Суверен Уріель, який наказує заарештувати Vox Machina. |                    |                                                                 |                  |                                |                         |
| 4 | 4                  | «Тіні біля воріт» «Shadows at the Gates»                        | Янг Геллер       | Ешлі Берч                      | 4 лютого 2022           |
| Суверен Уріель наказує заарештувати Vox Machina за зрив бенкету і напад на кучера Бріарвудів. Леді Аллурі вдається вгамувати Уріеля настільки, що Vox Machina поміщають під домашній арешт у їхньому замку, а не кидають до в'язниці. Тієї ж ночі воскресла нежить, керована Бріарвудами, атакує замок, щоб забрати книгу Делайли і ліквідувати Vox Machina. Оскільки зв'язок Пайк з Вічним Світлом розірвано, її магія не може допомогти в цій атаці. Після відбиття вторгнення Джарретт, єдиний вцілілий з міської варти, що мала затримати Vox Machina, дозволяє групі втекти, якщо вони пообіцяють помститися за його людей і звільнити Суверена Уріеля від магічних чар Бріарвуда. Пайк вирішує залишитися, відчуваючи необхідність відвідати храм, щоб відновити свій зв'язок з Вічним Світлом. |                    |                                                                 |                  |                                |                         |
| 5 | 5                  | «Подорож долі» «Fate's Journey»                                 | Алісія Чан       | Дженніфер Муро                 | 4 лютого 2022           |
| Отримавши припаси від Гілмора, Vox Machina вирушає до Вайтстоуна. Дорогою Векс намагається допомогти Персі висловити свої емоції, а Ґрог пригнічений від'їздом Пайка. На групу нападають неживі монстри, послані Делайлою, щоб повернути її книгу. Скенлан, який тримав книгу, потрапляє в полон, але групі вдається врятувати його ціною втрати книги, а також своїх припасів і транспорту. Під час ночівлі група розповідає історії та жартує, а Векс і Кейлет поступово зближуються, незважаючи на те, що Векс просить брата не робити цього. Персі не бере участі у веселощах, а пізніше не спить, обертаючи ствол своєї рушниці, на п'яти з шести стволів якої викарбувані імена людей, причетних до повалення влади та вбивства його сім'ї. Тим часом Пайк залишається в храмі в надії на зв'язок з Вічним Світлом. Група прибуває до Вайтстоуна, який тепер перетворився на занедбані нетрі, де багато мешканців ховаються по домівках. Вони натрапляють на Сонячне дерево в центрі міста і жахаються, побачивши, що на ньому висять жителі, в тому числі діти, одягнені, як вони. |                    |                                                                 |                  |                                |                         |
| 6 | 6                  | «Іскра повстання» «Spark of Rebellion»                          | Стенлі фон Медві | Мей Кетт                       | 4 лютого 2022           |
| Кілька учасників повстання проти Бріарвудів на чолі зі старим другом Персі Арчібальдом Деснеєм потрапляють у полон до капітана Керріона Стоунфелла. Після невдалого допиту, проведеного ним самим і герцогом Ведміром, Стоунфелл наказує стратити Арчібальда наступного дня. Vox Machina погоджується допомогти врятувати їх, дізнавшись про це від Хранителя Єннена, релігійного лідера, який таємно підтримує повстання. Після проникнення до в'язниці групі вдається звільнити повстанців та Арчибальда, але їх спіймають і оточать Стоунфелл та охоронці. Повстанці та Vox Machina б'ються з охоронцями і повільно відступають, в той час як Персі залишається, щоб зіткнутися зі Стоунфеллом і стратити його, чиє ім'я магічним чином стирається з пістолета Персі після його смерті. Під час втечі та підпалу в'язниці Арчібальд повідомляє Персі, що його сестра Кассандра жива і перебуває під опікою Бріарвудів. |                    |                                                                 |                  |                                |                         |
| 7 | 7                  | «Сканбо» «Scanbo»                                               | Янг Геллер       | Сем Ріґель та Тревіс Віллінгем | 11 лютого 2022          |
| Флешбек показує, як професор Андерс навчає Персі та Кассандру силам залишку - мінералу, який може посилювати таємні сили і видобувається з білокам'яної породи. Діти стають свідками суперечки між Андерсом та їхніми батьками, які відмовляють йому в дозволі на переробку залишків. Врятувавши Арчібальда в теперішньому, Vox Machina повертаються до підвального сховища опору. Вакс, Векс і Скенлан допитують Персі про те, чому він направив пістолет на союзників під час втечі з в'язниці. Персі пояснює, що плани щодо пістолета-перечниці прийшли до нього уві сні, сповненому жагою помсти. Напруга переключається на Кейлет, коли вона випадково розпалює пожежу, намагаючись вилікувати Сонячне дерево, коріння якого частково проростає крізь стіну будівлі. Наступного ранку Vox Machina та Арчібальд планують порятунок Кассандри. Скенлан пропонує відволікти їхню увагу, щоб спалити будинок герцога Ведміра. Інші члени Vox Machina сумніваються в його здібностях, але неохоче погоджуються на його пропозицію. Після успішного відволікання уваги Скенлана Vox Machina переходять до будинку професора Андерса, але виявляється, що вони потрапили в пастку. Андерс перерізає Кассандрі горло на очах у Персі.                                                                                         |                    |                                                                 |                  |                                |                         |
| 8 | 8                  | «Срібний язик» «A Silver Tongue»                                | Алісія Чан       | Марк Бернарден                 | 11 лютого 2022          |
| Професор Андерс нападає на групу, а потім намагається втекти, перерізавши Кассандрі горло; Кейлет рятує її за допомогою друїдського зцілення. Переслідування Vox Machina призводить до бійки, в якій Андерс використовує магію, щоб взяти під контроль Ґрога, Векса, Кейлета і Вакса і змусити їх спробувати вбити Персі. В очах Персі чорніє, коли він придумує, як рикошетом пустити кулю Андерсу в рот, щоб зруйнувати магію. Потім Персі одягає свою чумну маску і окутується чорним димом, використовуючи перечницю, щоб убити Андерса, жахаючи своїх друзів і Кассандру; ім'я Андерса зникає зі ствола пістолета Персі. Vox Machina знаходить докази майбутнього ритуалу в день сонцестояння, але не знає, що це може бути. Кейлет створює в небі герб Де Роло, а у відповідь Делайла Брейрвуд вимовляє заклинання, щоб викликати зомбі на атаку. В іншому місці Пайк намагається відновити зв'язок з Вічним Світлом і намагається знайти баланс між своєю вірою і дружбою. Скенлан стикається з зомбі і знову приєднується до своїх друзів. |                    |                                                                 |                  |                                |                         |
| 9 | 9                  | «Приплив кісток» «The Tide of Bone»                             | Стенлі фон Медві | Кевін Берк та Кріс "Док" Ваятт | 11 лютого 2022          |
| У флешбеку Делайла укладає угоду з Шептуном, щоб утримати біля себе вмираючого Сайласа; він відновлюється як вампір. У теперішньому часі на конспіративну квартиру, в якій ховаються Vox Machina та вцілілі члени опору, нападає нежить. Арчі виштовхують на вулицю, і під час штурму його вбиває Ведмідь. Кассандра переконує Персі взяти на себе роль лідера, і він піднімає жителів Вайтстоуна на боротьбу. Вакс зізнається Кейлет у коханні, а Вокс-Машина та опір готуються до останнього бою біля Сонячного Дерева, але тут з'являється астральна проекція Пайка і благословляє зброю кожного силою Вічного Світла, що дозволяє їм перемогти орду нежиті. Городяни вбивають Ведмедя, і Vox Machina вирушають до замку Бріарвудів, проникаючи через таємний тунель у підземелля. Там вони знаходять ув'язнену доктора Анну Ріплі, яка пропонує надати їм інформацію про Бріарвудс в обмін на своє звільнення, але Персі тримає її на мушці, а навколо нього з'являється чорний дим. |                    |                                                                 |                  |                                |                         |
| 10 | 10                 | «Глибочінь обману» «Depths of Deceit»                           | Янг Геллер       | Дженніфер Муро                 | 18 лютого 2022          |
| Флешбек розкриває роль Ріплі у вбивстві сім'ї де Роло і подальших тортурах Персі під її руками. У теперішньому часі Персі тримає Ріплі на мушці, але Кассандра зупиняє його. Пайк використовує божественну магію, відчуваючи демонічну силу, що затьмарює його душу. Після напружених переговорів Vox Machina змушує Ріплі відвести їх до зиккурату, що знаходиться глибоко під замком Вайтстоун. Врешті-решт вони потрапляють до кімнати переробки залишків. Ім'я Кассандри з'являється на стволі пістолета Персі, коли вона натискає кнопку, що замикає Вокс-Машину і Ріплі в кімнаті. Лише Ваксу вдається прослизнути під прозорими стінами, що опускаються. Однак Сайлас знову вдається його зачарувати. Персі вимагає відповідей від Кассандри, по її очах видно, що вона теж зачарована - вона заявляє, що є частиною сім'ї Бріарвудів. Коли Бріарвуди, Кассандра і Вакс йдуть, кімната швидко наповнюється кислотою. Скенлан використовує магію, щоб утримати групу над кислотою, а Векс переорієнтовує Персі ляпасом. Разом група вирішує, як вимкнути кислоту. Vox Machina мчить до зикурату. Тим часом Делайла зауважує Сайласу, що у них є дві потенційні жертви, коли вони вчотирьох піднімаються сходинками зикурату.                                                                                         |                    |                                                                 |                  |                                |                         |
| 11 | 11                 | «Шепіт біля Зикурату» «Whispers at the Ziggurat»                | Алісія Чан       | Юджин Сон та Тревіс Віллінгем  | 18 лютого 2022          |
| Вокс-Машина і Ріплі продовжують переслідувати Кассандру, Вакса і Бріарвудів. Тим часом Делайла і Сайлас готуються до ритуалу, присвяченого Шептуну. Як тільки Vox Machina досягає зиккурату, Ріплі тікає, насміхаючись над Персі, що він не може застрелити її, не попередивши Бріарвудів про присутність групи. Починається битва між двома групами, в якій Векс і Персі намагаються підкорити своїх захоплених братів і сестер, в той час як Кейлет, Пайк і Ґрог б'ються з Сайласом, причому Кейлет врешті-решт вбиває його, спрямувавши силу Сонячного Дерева у вибух сонячного світла, звільняючи Векса і Кассандру від його заклинання. Спустошена Даліла тікає в зикурат і намагається завершити ритуал раніше, смертельно поранивши Кейлета, коли Вокс-Машина входить, щоб зупинити її. Ритуал, здається, не вдається, тому що він був проведений до сонцестояння, викликаючи лише чорну кулю, що обертається замість Шептуна. Відволікшись на це, Ділайла отримує дві кулі в спину від Персі. Пайк намагається зцілити Кейлет, але її астральна проекція переривається. |                    |                                                                 |                  |                                |                         |
| 12 | 12                 | «Темрява всередині» «The Darkness Within»                       | Стенлі фон Медві | Брендон Ауман та Сем Ріґель    | 18 лютого 2022          |
| Лікувальний еліксир не діє на бездиханного Кейлета. Скенлан робить висновок, що вся магія поблизу блокується, в тому числі й астральна проекція Пайка. Вони залишають зикурат, тягнучи за собою Делайлу. Ґрог знаходить меч Сайласа, який, здається, шепоче йому. Повернувшись до очисної кімнати, Кейлет зцілюється так само, як вона зцілила Кассандру. Персі одержимий демоном диму, Ортаксом, який розповідає, що саме він дав Персі ідею перечниці, і що він бенкетує душами вбитих нею. Персі ледь не обманом змушують вбити своїх друзів, але він стріляє крізь власну руку, нібито розганяючи Ортакса. Ділайла намагається втекти, але Кассандра вбиває її. Думаючи, що демон зник, Персі йде за перечницею, але Скенлан зупиняє його і кидає її в калюжу з кислотою. Опудало Ортакса піднімається з рушниці, коли вона плавиться. Персі призначає Кассандру відповідальною за Вайтстоун, а Vox Machina вирушають до Емона. Возз'єднавшись з Пайком, вони отримують виклик від Суверена Уріеля. У промові про зречення він передає владу Раді Тал'Дорея і хвалить Vox Machina за порятунок. Раптом починають бити на сполох: чотири дракони летять до міста. |                    |                                                                 |                  |                                |                         |

### Сезон 2 (2023)
| № серії (загалом) | № серії (в сезоні) | Назва серії                                               | Режисер(и) | Сценарист(и)                   | Оригінальна дата показу |
| --- | ------------------ | --------------------------------------------------------- | ---------- | ------------------------------ | ----------------------- |
| 13 | 1                  | «Зародження Конклаву Хрома» «Rise of the Chroma Conclave» | Янг Геллер | Брендон Ауман і Юджин Сон      | 20 січня 2023           |
| В Емон вторгаються чотири дракони, відомі як Хромовий Конклав: зелений отруйний дракон, чорний кислотний дракон, білий крижаний дракон та їхній ватажок, червоний вогняний дракон. Вони повністю знищують оборону міста і завдають важких втрат, включаючи Суверена Уріеля. Розділені, Vox Machina прямують до крамниці Гілмора, щоб перегрупуватися. Персі приходить до висновку, що дракони, мабуть, планували це роками, наказавши замаскованому Брімсциту розбити армію Емона. Врятувавши Гілмора під уламками своєї крамниці, Гілмор телепортує їх усіх до сховища Вокс-Машини на околиці. Коли біженці починають прибувати, на замок нападає білий дракон Воругал. Кейлет використовує свою магію, щоб допомогти Vox Machina та деяким врятованим втекти до Вайтстоуна. Хранитель Єннен пропонує шукати допомоги у місті Вассельгейм; наступного ранку Єннен описує дерево у Вассельгеймі, до якого Кейлет може перенестися. У руїнах Емону два дракони зустрічаються з червоним драконом Тордаком - крижаний дракон Воругал повідомляє про втечу Вокс-Машини, але Тордак відмовляється полювати на них, поки їхній план завоювання королівства не буде завершений. Тордак дозволить чорному дракону Умбрасилу вбити групу, якщо той натрапить на них.                                                                                               |                    |                                                           |            |                                |                         |
| 14 | 2                  | «Процес над Вассельгаймом» «The Trials of Vasselheim»     | Алісія Чан | Коллін Евансон                 | 20 січня 2023           |
| Після того, як їм відмовили у допомозі у Вассельгаймі, Vox Machina таємно радять знайти покровителя Вбивці. Близнюки мають давні зв'язки з цією гільдією мисливців на монстрів. Ґрог відволікається на голос свого меча і йде геть. У Здобичі Вбивці решту зустрічають вороже стара «подруга» Векса, злодюжка на ім'я Захра та її напарник-людина Кашо. Захра розповідає, що Векс браконьєрствував у здобичі і вкрав гроші, призначені за неї. Пайку не вдається згуртувати мисливців на боротьбу з Конклавом Хрома, проте Vox Machina відправляються через пастку на зустріч з покровителем, який виявляється сфінксом на ім'я Осіса. Після того, як вона вказує на кожну з їхніх вад, Ґрог потрапляє на арену Повелителя Бурі і програє жорстокий бій Землеруйнівнику Груну. Грун каже, що Ґроґ повинен знайти джерело своєї сили, якщо хоче стати сильнішим. Осіса відкриває групі, що вони можуть перемогти драконів, лише знайшовши потужну зброю, відому як Залишки Дивергенції. Після того, як вони віднайдуть найближчий Рудимент у гробниці чемпіонки Матрони Воронячої, вони повинні знайти її партнера, який відкриє більше Рудиментів. |                    |                                                           |            |                                |                         |
| 15 | 3                  | «Затонула гробниця» «The Sunken Tomb»                     | Юджин Лі   | Тодд Кейсі                     | 20 січня 2023           |
| У серії флешбеків з'ясовується, що батько-ельф погано ставився до близнюків через їхнє змішане походження; після втечі близнюки стають ближчими. У теперішньому Пайк має божественне видіння про трьох драконів, які звітують Тордаку про завоювання - Веструн тепер на межі. Vox Machina прибувають до замерзлого озера, яке розвідує Скенлан. Його рятують від адаро, людиноподібних риболюдей, Захра і Кашо, яких послали на допомогу групі. Використовуючи магію, Кашо знаходить гробницю під озером, а Захра і Кейлет прокладають шлях до храму Матрони. Усередині вони б'ються ще з одним Адаро, а потім Vox Machina розуміє, що Захра і Кашо пішли вперед, щоб викрасти рудимент, відомий як Палата Смертоносця. Вакс наполягає, щоб вони залишалися на місці, поки він перевіряє пастки, і спускається через кратер, де знаходить невелику фреску, що зображає подругу Осіси. Персі помічає підлогову панель, з-під якої видно саркофаг. Векс подумує дочекатися повернення Вакса, але Персі грайливо переконує її все одно відкрити його. Коли Векс починає відчувати провину, Персі оглядає обладунки, випадково спрацьовує пастка, яка миттєво вбиває Векс. Векс повертається і розплакався в сльозах, обіймаючи її тіло. |                    |                                                           |            |                                |                         |
| 16 | 4                  | «Ті, що йдуть геть» «Those Who Walk Away»                 | Янг Геллер | Юджин Сон                      | 27 січня 2023           |
| Під час спогадів молодий Вакс рятує Векса від ув’язнення в бандитському таборі. Ховаючись, близнюки натрапляють на вмираючого ведмедя, якого Вакс кладе на землю, щоб покласти край її стражданням. Потім вони знаходять її дитинча, яке приносять із собою, коли втікають; Vex називає це Trinket. Зараз усі спроби магічно відродити Векса зазнають невдачі, а Вакс починає бачити видіння Матрони Ворон, яка готується забрати душу Векса. Векс пропонує своє власне життя в обмін на життя Векса – Векс раптово повертається до життя, за що Кашоу бере на себе заслугу, а Вакс залишається носити Охорону Смертохода. Коли вони виходять із храму, Захра викликає неконтрольоване чудовисько, яке скам’янить. Вакс починає бачити, що він на полі бою бореться з чемпіоном Матрони, коли монстр починає перетворювати групу на камінь, поки не залишиться лише він і Кашо. Після капітуляції на смерть у видінні Вакс відкриває здібності з Vestige, які дозволяють йому самотужки вбити монстра, а Кашоу відновлює інших. Після втечі Захра просить вибачення та йде з Кашо. Вакс бачить ще одне видіння Матрони, яка забирає душу вмираючого; потім він розповідає Вексу про свої видіння. Без відома Vox Machina, Анна Ріплі магічно спостерігає за ними, коли йде до Веструуна в полум’ї.                                                         |                    |                                                           |            |                                |                         |
| 17 | 5                  | «Пройти крізь вогонь» «Pass Through Fire»                 | Алісія Чан | Мередіт Кечкеметі              | 27 січня 2023           |
| Фільм починається зі спогадів про те, як мати Кейлета, Віля, пояснює юному Кейлету зв'язок між повітряною та вогняною стихіями перед тим, як Віля відлітає на своєму Араменте. У теперішньому часі Vox Machina натрапляють на атаковану Пайру, поселення Вогняних Ашарі, які охороняють розлом Вогняної Площини. Вони знаходять батька Кейлета, а також Аллуру і Кіму, які пояснюють свою втечу від Емона і те, що вони спочатку запечатали Тордака у Вогняній площині. Втеча Тордака відкрила розлом; вогняні елементалі атакують відтоді, як він покинув Піру, щоб бути заваленими нескінченним потоком істот. Спочатку Кейлет бореться, але згадує слова матері і проходить крізь розлом. На іншому боці вона перетворюється на гігантську вогняну істоту і закриває розрив. Вождь Вогняних Ашарі благословляє її володіння повітрям і вогнем; вона ще має опанувати воду і землю. Векс у цьому епізоді здобуває і вчиться користуватися літаючою мітлою. Аллура і Кіма залишаються, щоб продовжувати допомагати Ашарі, але потім вирушають до Білокам'яної. У Веструні показано групу голіафів, які грабують скарби як данину Умбрасилу. Підходить Ріплі і просить поговорити з Умбрасилом про Vox Machina. |                    |                                                           |            |                                |                         |
| 18 | 6                  | «В Раймеклефт» «Into Rimecleft»                           | Юджин Лі   | Мей Кетт                       | 27 січня 2023           |
| Ґрогу сниться кошмар, в якому він безкінечно вбиває людей своїм мечем Крейвен Едж, в тому числі й решту Vox Machina. Після видіння Вакса група вирушає до Рімекліфту, щоб знайти приятеля Осіси, Камалджіорі. Камальджіорі погоджується надати їм більше знань про Рудименти, якщо Vox Machina успішно пройдуть випробування на їхній вибір; з-поміж можливих варіантів вони зупиняються на завданні «поранити його». Камалджорі легко перемагає всіх, окрім Скенлана, який грає проникливу пісню про кохання між Камалджорі та Осісою і їхню тугу в розлуці. Це емоційно ранить Камалджорі, і він дарує Скенлану Реліквію Різьбяра Міфів. Меч дає Скенлану видіння інших реліквій: лука, захованого в Царстві Фей, і пари рукавичок з голіафами у Веструні, що змушує Ґрога почуватися знервованим. Видіння перериваються несподіваним нападом Умбрасила. У битві, що зав'язалася, Умбрасил смертельно ранить Камалджорі і забирає Різьбяра Міфів. Кейлет готує заклинання переміщення, щоб дати їм змогу втекти до Царства Фей, але Ґрог, охоплений жагою крові свого меча, випадково пронизує Пайка, який вириває його з цього стану. Коли Кейлет закінчує заклинання, Умбрасил руйнує його достатньо, щоб розколоти групу, і лише Кейлет, Персі та близнюки успішно потрапляють до Царства Фей.                                                        |                    |                                                           |            |                                |                         |
| 19 | 7                  | «Королівство Фей» «Царство фей»                           | Янг Геллер | Кевін Берк і Кріс «Док» Ваятт  | 3 лютого 2023           |
| Кейлет, Векс, Персі та Векс опиняються у Царстві фей і намагаються зорієнтуватися в його небезпеках. Тим часом Скенлан, Пайк і Ґрог висаджуються на скелястому ландшафті, де Пайк важко поранена, і її рана не загоюється, бо її кров засмоктує Крейвен Едж. Хоча клинок спонукає Ґроґа вбити своїх друзів, він долає і знищує меч, але залишається без своєї фізичної сили. У Царстві Фей на групу нападають рослини та медузоподібні істоти. Вакс і Персі врешті-решт перемагають об'єднану істоту; Вакс каже Персі, що відчуває, як його тягне на шлях, відмінний від шляху групи. Вони зустрічають сатирика на ім'я Гармелі, який пропонує провести їх, і дізнаються, що рудимент, лук на ім'я Фентрас, знаходиться в болоті Шадемурк. Тим часом Тордак і Амбразіл ведуть чарівну розмову про Рештки Розбіжності; Тордак віддає перевагу багатству, а не «людським дрібничкам», але дозволяє Амбразілу продовжувати пошуки. Ріплі каже Амбрасилу, що Тордак - дурень, що нехтує силою і потенціалом рудиментів, але Амбрасил довіряє плану Тордака. Пайк, Скенлан і Ґрог врешті-решт прибувають до невеликого котеджу. Гармелі виводить їх на панораму ельфійського міста, яке, за його словами, з'явилося нещодавно і лежить між ними та руїнами. Близнюки впізнають у ньому Синґорн, де вони виросли з батьком.                                      |                    |                                                           |            |                                |                         |
| 20 | 8                  | «Дерево відлуння» «The Echo Tree»                         | Алісія Чан | Мей Чан                        | 3 лютого 2023           |
| Гармелі наполягає на подорожі через Сингорн - Векс стверджує, що місто може телепортуватися в екстрених випадках. У місті вони потрапляють до батька близнюків, посла Сильдора Вессара, який холодно відкидає як досягнення близнюків, так і їхні пошуки Фентраса. Персі заступається за Векс і повідомляє Сильдору, що вона насправді леді Векс'алія, баронеса Третього дому Вайтстоуна. Пізніше Персі вибачається перед Векс за те, що привласнив їй титул, і дарує їй хитрий наконечник стріли; Векс дякує Персі, оскільки ніхто, крім Векса, ніколи не заступався за неї. На болоті проклятий Архіфілакт Сондор затягує Векса в серцевину дерева, яке містить його та Фентраса, а на інших нацьковує деревних монстрів. Сондор полює на Векс, засмучену жорстоким поводженням Сильдора, але Векс перемагає і вбиває Сондора, встромивши йому в серце хитрий наконечник стріли; після цього вона забирає Фентраса. Гармелі відкриває портал назад до Тал'Дорею як плату за те, що вона його розважала. Тим часом прапрадід Пайка, Вілхенд Трікфут, знімає з Ґроґа пошкодження, спричинені Крейвен-Еджем, що має дозволити йому відновити свої сили. Пайк і Скенлан вирішують вирушити до Веструна, щоб забрати реліквію; Ґрог дізнається, що його дядько вбив його, коли той володів нею.                                                               |                    |                                                           |            |                                |                         |
| 21 | 9                  | «Тест на гордість» «Test of Pride»                        | Юджин Лі   | Сем Ріґель та Тревіс Віллінгем | 3 лютого 2023           |
| У спогадах молодий Ґроґ без розбору вбиває малих дітей разом із бандою мародерів, відомих як «Стадо Бурі», на чолі з його дядьком Кевдаком. У теперішньому часі Пайк, Скенлан і Ґроґ дістаються Веструна. Скенлан вирушає у розвідку і зустрічає гнома на ім'я Кейлі, члена мандрівної трупи доктора Дранзеля, який переховується разом з трупою та іншими місцевими жителями. Ґрог розповідає Пайку свою жорстоку історію зі Стадом; зустріч із Вілхендом, який боявся, змінила його думку про поведінку Стада. Потім його залишили помирати після того, як Кевдак, який володіє рудиментом кастетів з титанового каменю, побив його майже до смерті. Вілхенд привів Пайка, щоб той зцілив Ґрога, бо Ґрога вигнали зі Стада за те, що він врятував Вілхенда. Тим часом до міста прибувають Умбрасил і Ріплі, які докоряють Кевдаку за зменшену кількість золота. Умбрасил повідомляє Кевдаку, що у нього є три дні, щоб збільшити данину, інакше Умбрасил забере Реліквію, коли повернеться. Ґрог і Пайк пробираються до міста, щоб знайти Скенлана і допомогти йому евакуювати вцілілих, які бояться Ґрога. Біля міських воріт Ґрог вирішує, що повинен протистояти дядькові, навіть якщо він ще не відновив свою фізичну силу. Кевдак б'є свого сина Занрора на очах у Стада за те, що той підриває його владу - Ґрог прибуває, щоб кинути йому виклик. |                    |                                                           |            |                                |                         |
| 22 | 10                 | «Кіллбокс» «The Killbox»                                  | Янг Геллер | Мередіт Кечкеметі              | 10 лютого 2023          |
| Кейлет, Векс, Персі та Векс повертаються до Білокам'яної гори і знаходять її прихованою маскувальним закляттям; вони виявляють, що в Тал'Дореї минуло три тижні, поки вони були в Королівстві Фей. Аллура бачить Скенлана, Пайка та Ґроґа на відстані, виявляючи, що вони перебувають у Веструні. Ґрог викриває боягузтво та лицемірство Кевдака, який підкорився дракону, а потім викликає його на двобій. Ґрог і Кевдак починають рукопашний бій, в якому Кевдак легко перемагає ослабленого Ґрога. Пайк і Скенлан потрапляють у полон, і коли Кевдак готується розчавити Пайка, Ґрог відкриває свою внутрішню силу. Його лють викликає регенерацію, і він завдає удару у відповідь. Кевдак активує свої рукавиці, що збільшують його вдвічі, і збиває Ґрога з ніг. Ґрог заявляє, що його сила походить від його друзів, коли прибуває решта Vox Machina. Під час рукопашної сутички Векс переносить Ґрога на велику висоту, даючи йому можливість розрубати Кевдака сокирою. Ґрог отримує рукавиці і називає Занрора новим ватажком Стада; перед цим він просить про допомогу у вбивстві Умбрасила. Під час святкування після битви Скенлан йде з Кейлі до приватної спальні, де, зв'язавши його, вона розкриває себе як його дочка, яка прагне помститися за свою матір.                                                                               |                    |                                                           |            |                                |                         |
| 23 | 11                 | «Черево звіра» «Belly of the Beast»                       | Алісія Чан | Юджин Сон                      | 10 лютого 2023          |
| Скенлан не пам'ятає матері Кейлі; одягнувши його, Кейлі вирішує не вбивати Скенлана та залишає його притиснутим зачарованим мечем, який може зберігати своє положення в космосі. Умбрасил заявляє Тордаку, що Веструун вичерпав золото, але бажає заволодіти Вестиджем перед поверненням. Входить Ріплі та нагадує Умбрасилу про їхню угоду — владу Рудиментів в обмін на його ресурси. Поки Ґрог і Персі пояснюють свій план зловити Умбрасила, Вакс відвідує храм Матрони Ворон. Увійшовши в калюжу червоної рідини, він спілкується з Матроною. Їх подальша розмова спонукає Вакса взяти на себе роль поборника Матрони; йому доручено охороняти святість між життям і смертю. Пізніше Умбрасил успішно потрапив у засідку; але після того, як стає невидимим, йому вдається вирватися і спричинити хаос. Скенлан і Вакс магічним чином проникають в Умбрасил через його анус і використовують зачарований меч Кейлі, щоб не дати йому злетіти. Незважаючи на найкращі зусилля Стада та Вокс-Махіни, Умбрасил пробиває меч крізь своє тіло та злітає з Ваксом і Скенланом усередині нього. Ґрог прив’язується до Умбрасила, встромивши в дракона сокиру, прив’язану до мотузки. |                    |                                                           |            |                                |                         |
| 24 | 12                 | «Пожирач надії» «The Hope Devourer»                       | Юджин Лі   | Брендон Ауман                  | 10 лютого 2023          |
| Ґрог не може змусити Умбрасил приземлитися, і його скидають. Він серйозно поранений навіть після того, як Пайк виснажує свою лікувальну магію, щоб стабілізувати його. Скенлан і Вакс вирізали шлях з Умбрасила в польоті; з Ваксом, який розблоковує крила свого Vestige, щоб запобігти їх падінню на смерть. Vox Machina переслідує Умбрасила до його лігва, однак Умбрасіл вже оговтався від попереднього бою. У бійці, що зав’язалася, кожен учасник один за одним виявляється недієздатним. Скенлан, провівши більшу частину бою, ховаючись за каменем у страху, повертає Міфрізьбяра та встромлює його в око Умбрасилу. Лірична мелодія направляє вибух енергії через меч, який вбиває Умбрасила, а Ріплі вислизає. Vox Machina спочатку вважав, що Скенлан мертвий, що призвело до того, що Пайк поцілував його, перш ніж Скенлан виявив, що він все ще живий. Під час святкового тосту в Вайтстоуні всі за столом засинають, крім Вокс Мачіни та хранительки Йеннен, яка виявляє себе перевдягненим зеленим драконом Райшаном і каже Вокс Мачіні, що таємно протистоїть планам Тордака, і пропонує свою допомогу. Тим часом Воругал повідомляє Тордака про поразку Умбрасила, але відкидає попередження Воругала про те, що Vox Machina тепер націлиться на решту Конклаву Хрома, дивлячись на велику кладку драконячих яєць.                      |                    |                                                           |            |                                |                         |

### Сезон 3 (2024)
| № серії (загалом) | № серії (в сезоні) | Назва серії                                  | Режисер(и) | Сценарист(и)                     | Оригінальна дата показу |
| --- | ------------------ | -------------------------------------------- | ---------- | -------------------------------- | ----------------------- |
| 25 | 1                  | «Смертельна угода» «A Deadly Bargain»        | Юджин Лі   | Сем Ріґель та Тревіс Віллінгем   | 3 жовтня 2024           |
| Рейшан розповідає, що звільнила Тордака з Вогняного кола в обмін на пошук ліків від її прокляття, яке повільно вбиває її - обіцянку, яку Тордак так і не виконав. В якості помсти вона пропонує допомогти Vox Machina знайти "Плиту Світанку" в Анк'Харелі, щоб перемогти Тордака. Однак час обмежений, оскільки рештки переслідує інші дракони, а яйця Тордака ось-ось вилупляться. Група обговорює її пропозицію; Кейлет відступає до Сонячного Дерева, а Вакс іде за нею. Під час поцілунку у Вакса з'являється видіння самотньої Кейлет, яка оплакує решту групи. Вони відмовляють Райшану і повертаються до Емона, щоб перевірити її слова. У руїнах Вакс знаходить яйця Тордака, перш ніж зіткнутися з Воругалом. Завдяки допомозі Райшан Vox Machina ледве рятується від драконів, що спонукає групу прийняти її пропозицію, незважаючи на заперечення Кейлета. Гілмор телепортує їх до Анк'Харела, де вони планують викрасти "Плиту Світанку". Скенлан вирушає на пошуки Кейлі. Проникаючи в маєток, вони виявляють наслідки бійки з Ріплі, яка випереджає героїв і викрадає реліквію. Вони переслідують її, але вона тікає, використовуючи плащ-телепорт. Зрештою Персі наздоганяє Ріплі, яка розповідає, що працює з демоном Персі - Ортаксом. |                    |                                              |            |                                  |                         |
| 26 | 2                  | «В'язні Анк'Гарела» «Prisoners of Ank'Harel» | Янг Геллер | Сюзанна Кейлі                    | 3 жовтня 2024           |
| Персі викрадають Ріплі та Ортакс, які хочуть налагодити масове виробництво вогнепальної зброї. Ріплі намагається переконати Персі допомогти, оскільки це дозволить пригнобленим звільнитися. Натомість Персі намагається вбити Ріплі за допомогою зіпсованої батареї. Коли Vox Machina вистежують Ріплі, вони стикаються з охороною, яка вважає, що вони вкрали реліквію і вбили її власника. Гілмор потрапляє в полон, коли намагається виграти групі час для втечі. Їм вдається врятувати Персі, але не вдається захопити Ріплі, тому їх заарештовують. Група постає перед Імператором Джеймоном Са Ордом, правителем Анк'Харела, який відкидає їхні заяви про невинність, аж поки Персі не бере на себе провину, після чого його засуджують до «трансформації», а решту - до вигнання. Скенлан возз'єднується з Кейлі; він намагається випити, щоб забути про свої тривоги, але тільки п'яніє і соромиться себе. Зіткнувшись з друзями, яких вигнали, Скенлан поспішає до Джеймона, щоб довести невинуватість Vox Machina, використовуючи Різьбяра міфів, щоб викрити Ріплі, як справжню винуватця злочинів. Коли повелитель Джеймон дізнається про справжні наміри групи, він зізнається, що артефакт був фальшивкою. Справжній Світанок перебуває у колекціонера в Пеклі Відчаю. |                    |                                              |            |                                  |                         |
| 27 | 3                  | «Прикрощі» «Vexations»                       | Карен Ґуо  | Мередіт Кечкеметі                | 3 жовтня 2024           |
| В Емоні Тордак запідозрив Райшана і оголосив публічну винагороду за Vox Machina. У Вайтстоуні Аллура зв'язується зі своїм колишнім товаришем по команді Долою, який тепер є членом Драконячої Асамблеї, оскільки Драконія охороняє розлом у Пекло, через який партія могла б подорожувати. Увечері відбуваються різні моменти стосунків - Персі та Векс займаються сексом; Векс відмовляє Кейлет, бо не хоче завдавати їй болю, що вона пережила його; а Скенлан помилково сприймає емоційну підтримку Пайка за романтичне залицяння. У Драконії Персі і Векс залишаються охороняти розлом, поки решта Vox Machina входить у нього. Потім вони потрапляють у засідку Воругала; Дола зрадила їх через ревнощі до Аллури та Кіми і уклала угоду, щоб пощадити Драконію. Персі, Векс, Аллура та Кіма тікають зі схилів Драконії, але Дола викликає лавину, яка відокремлює Кіму від групи, і вона падає з гори. Воругал з'їдає Долу, коли вона його дратує; дракон заманює Персі, Векса та Аллуру в печеру, щоб полювати на Кіму. Там Векс відмовляється від стосунків з Персі, але висловлює віру в решту Vox Machina, Кіму та себе. |                    |                                              |            |                                  |                         |
| 28 | 4                  | «Пекло, за яке треба платити» «Hell to Pay»  | Юджин Лі   | Брендон Ауман і Тревіс Віллінгем | 10 жовтня 2024          |
| Еверлайт попереджає Пайка про небезпеку Пекла Відчаю. Замаскована Скенланом, группа Vox Machina досліджує місто поблизу порталу. Пайк відчуває, що до неї тягнеться якась сутність; коли маскування не спрацьовує, вона приводить їх до вежі колекціонера Зерксуса та його величезного демонічного охоронця Йенка. Зерксус розповідає, що реліквія була програна в парі. Пайк погоджується на картярську гру з високими ставками, що підкріплена магічним контрактом: якщо вона виграє - Світанок її, якщо програє - потрабляє до нього в рабство на вічно. Під час гри гравці повинні правдиво відповісти на запитання або понести магічне покарання. Зерксус маніпулює невпевненістю Пайк у своєму зв'язку з Вічним Світлом, змушуючи її розкрити місцезнаходження своєї карти. В результаті Зерксус перемагає, поневолюючи Пайк. Сповнена рішучості, вона викликає його на матч-реванш, ставлячи на кін душі своїх друзів за свою свободу та артефакт. Пайк обертає тактику Зерксуса проти себе, спонукаючи його до розкриття власних емоційних конфліктів. Здавалося б, милостивий у своїй поразці, він дарує Пайк мученицьку смерть і дає їм перепустку, щоб відлякувати інших істот, коли вони йтимуть. Потай Зерксус почувається задоволеним, вважаючи, що послабив зв'язок Пайк з Вічним Світлом. Він наказує Йенку переслідувати группу та залишити лише Пайк в живих. |                    |                                              |            |                                  |                         |
| 29 | 5                  | «Холодні відходи» «The Frigid Wastes»        | Янг Хеллер | Марк Франклін-Вільям             | 10 жовтня 2024          |
| У спогадах про свої пригодницькі дні Аллура та Кіма сперечаються про те, як впоратися з химерою. У теперішньому часі Аллура, Векс і Персі рятують Кіму і поспішають знову відкрити розлом, переслідувані Воругалом. Решта Vox Machina пірнають у розлом, а Єнк слідує за ними. Цілячись у різних членів Vox Machina, Воругал і Єнк влучають один в одного, що призводить до жорстокої сутички між масивними істотами. Воругал виходить переможцем, але важко пораненим. Відчувши можливість, Кіма вганяє Міфотворця в поранені груди Воругала, а Vox Machina йде в лобову атаку, кульмінацією якої стає стріла, пущена Векс у ту ж рану, до якої Кейлет прикріплює лозини, що стискають, а потім руйнують серце дракона. З вмираючого дракона виростає дерево, коли Кіма завдає смертельного удару. В «Емоні» Тордак лютує від такого результату, але втішається тим, що його нащадкам, які щойно вилупилися, потрібен лише перший прийом їжі, щоб завершити своє народження. Потім з'являється Ріплі з пропозицією, де вони можуть отримати цю їжу. Повернувшись до Драконії, Векс і Персі миряться, а Скенлан за допомогою магічного ключа створює «Шато Шорталт», щоб компанія могла комфортно відпочити після битви. |                    |                                              |            |                                  |                         |
| 30 | 6                  | «Шторм, що наближається» «The Coming Storm»  | Карен Го   | Ліам О'Брайен та Юджин Сон       | 10 жовтня 2024          |
| У Шато Шорталт компанія розважається, а Скенлан пригнічений своєю нездатністю налагодити стосунки з Кейлі, через що ненароком відкрив усім її існування. Пайк втішає Скенлана видіннями, які показують, що Кейлі таємно сумує за ним. Група вирушає до Вайтстоуна, а Скенлан залишається, щоб знайти Кейлі. Прибувши на місце, вони виявляють, що на Вайтстоун напали маленькі дракони Тордака. Vox Machina вдається відігнати даконят, але цивільне населення зазнає значних втрат. Коли з'являється Рейшан, група спочатку звинувачує її в різанині, поки Персі не розуміє, що це справа рук Ріплі. Vox Machina розриває союз з Райшан, а Векс заспокоює Персі, який клянеться помститися Ріплі і просить її про допомогу. |                    |                                              |            |                                  |                         |
| 31 | 7                  | «Плащ і кинджал» «Cloak and Dagger»          | Євген Лі   | Маріша Рей і Євген Сон           | 17 жовтня 2024          |
| У флешбеку на село Ріплі нападає Асамблея Цербера, вбиваючи її батька. Скенлан прибуває в Нікодранас, але виявляє, що Кейлі з трупою вже поїхали. Персі вираховує місцезнаходження Ріплі, і, незважаючи на те, що знає, що це пастка, Vox Machina летять на острів Глінтшор, щоб влаштувати їй засідку. Персі каже Векс, що хоче зробити їхні стосунки публічними і, що він закоханий у неї, чим шокує її. Відволікшись, вона випадково запускає газову пастку, через що всі учасники вечірки відчувають галюцинації своїх найгірших страхів, тоді як Ріплі прокрадається і забирає Персі. Персі знову відкидає пропозицію Ріплі працювати разом, що призводить до перестрілки між ним та її поплічниками. Пайк, пам'ятаючи про Зерксуса, відкидає силу Еверлайт і натомість використовує власну кров, щоб оживити Vox Machina, ціною своєї енергії. Персі підкорює Ріплі та Ортакса, але вирішує зупинити цикл помсти, пощадивши її, однак Ріплі стріляє і вбиває його перед втечею. Пайк не в змозі допомогти, і збентежений Векс пригортає мертве тіло свого брата. |                    |                                              |            |                                  |                         |
| 32 | 8                  | «Облога і тиша» «Siege and Silence»          | Янг Хеллер | Мередіт Кечкеметі                | 17 жовтня 2024          |
| У флешбеку Vox Machina вриваються до в'язниці у пошуку мага за винагороду, але виявляють, що в'язень уже мертвий. Вони зустрічають ув'язненого Персі і вирішують звільнити його. У теперішньому часі відбувається похорон Персі. Нічого не підозрюючи, Скенлан повертається назад і з жахом дізнається про смерть Персі. Векс сумує, вважаючи, що Персі помер, так і не дізнавшись, що вона кохала його. Векс і Кейлет миряться і проводять ніч разом. Рейшан повертається до Вайтстоуна, все ще бажаючи працювати з ними, незважаючи на закінчення їхньої угоди, і розповідає, що Тордак - це дракон, який вбив матір близнюків. Обговорив наступні дії команда розходяться, щоб завербувати попередніх союзників, таких як Захра, Кашо, Землекоп Грун та ельфів Сигорну, де Векс виступає проти свого батька. Зібрана армія для штурму виводку Тордаку не зустрічає особливого опору, але Vox Machina виявляють, що чорний вхід запечатаний, а Райшан їх зрадила. Тордак виривається з-під землі і починає атакувати основні сили війська. |                    |                                              |            |                                  |                         |
| 33 | 9                  | «Трон Тордака» «Thordak's Throne»            | Карен Гуо  | Кевін Берк і Кріс «Док» Вятт     | 17 жовтня 2024          |
| Тордак починає атаку на армію, в той час, як Vox Machina розділяється, щоб допомогти їм і знищити яйця за пропозицією Грога. Векс і Вакс відводять невеликий загін драконів від гнізда, даючи Скенлану і Грогу шанс проникнути туди, перш ніж вони повернуться на допомогу своїм союзникам. У наступній сутичці Тордак вбиває Кашо, спустошуючи Захру. Прибувши до гнізда, Скенлан змушує Грога розбити яйця. Тордак відчуває це і повертається до гнізда, щоб знайти рештки свого потомства, вбитого в той час, як Скенлан і Грог ледве втекли від нього, під час чого перший втрачає свідомість. Тордак готується вбити загін Vox Machina, щоб помститися за знищення свого потомства, але Пайк, подолавши невпевненість у собі, поглинає його вогняне дихання і відбиває його назад, знищуючи при цьому кристал на його грудях. Однак Тордак виживає, коли з'являється Райшан, яка, здавалося б, має допомогти йому. Але несподівано Райшан зраджує Тордака і нападає на нього, щоб помститися за те, що він не дотримав своєї обіцянки. Тордак намагається втекти, але Вакс, пам'ятаючи слова матері, злітає в повітря і врешті-решт вбиває його, пролетівши крізь його серце. Після цього Кейлет неохоче дякує Райшан за допомогу у вбивстві Тордака і конклаву. Однак Райшан розкриває свої справжні наміри Vox Machina і зникає з тілом Тордака. |                    |                                              |            |                                  |                         |
| 34 | 10                 | «На край світу» «To the Ends of the World»   | Євген Лі   | Сюзанна Кейлі                    | 24 жовтня 2024          |
| Після того, як Рейшан зникає з тілом Тордака, Вокс Машина залишається шокованою її зрадою, в тому числі і Кейлет, яка вирішує піти сама. Поки Скенлан одужує, Векс вирішує піти за Ріплі, щоб помститися за Персі, і Вакс погоджується супроводжувати її. Пайк знаходить Кейлі і переконує її приїхати до батька, показавши їй пісню, яку він написав для неї. Кейлі возз'єднується зі своїм батьком Корріном, який відкриває їй стародавній ритуал, що допомагає знаходити людей на величезних відстанях. Коррін неохоче дозволяє Кейлет пройти через ритуал, бо він небезпечний і не може бути виконаний без дозволу Ради. Незважаючи на це, Кейлет просить батька скликати збори. Коли члени Ради прибувають, Кейлет заявляє, що може успішно провести ритуал, але Увенда відмовляє їй, вважаючи, що вона не готова до нього, бо ще не завершила всі свої випробування, і що це може вбити її. Після хвилини роздумів Кейлет повертається і оголошує про своє бажання провести ритуал, і Патіс, зворушений її словами, погоджується пройти його разом з іншими членами Ради, на превеликий жаль для Увенди. Патіс, Кейлет і Коррін починають ритуал, але останній починає боротися за збереження зв'язку. Тим часом Векс і Вакс прибувають до Штілбена в пошуках способу знайти Ріплі. Вони знаходять гібрида людини і тварини на ім'я Катарі, у якого є перечниця, і йдуть за ним, щоб забрати її. Катарі на мить виводить Вакса з ладу, але незабаром він впізнає в ньому члена «Застібки». Він відводить близнюків до причалу, куди незабаром вночі має прибути корабель, щоб поповнити запаси зброї, а потім залишає їх самих, не бажаючи бути втягнутими в цю справу. Незабаром корабель прибуває за поповненням, і Векс намагається прослизнути повз екіпаж, але йому це не вдається, і близнюкам доводиться пробиватися з боєм. Проте кораблю вдається втекти. Векс і Вакс наздоганяють його і піднімаються на борт, але потрапляють у засідку і потрапляють у полон до Ріплі.                                                                                           |                    |                                              |            |                                  |                         |
| 35 | 11                 | «Смертельне відлуння» «Deadly Echoes»        | Янг Хеллер | Юджин Сон                        | 24 жовтня 2024          |
| Кейлет продовжує боротися за збереження зв'язку під час ритуалу, намагаючись знайти Райшана. Патіс розуміє, що її щось стримує, і просить Кейлет не чинити опір тяжіння світу, піддавшись йому. Почувши її слова, Кейлет піддається, і, зрозумівши, що любов до Вакса робить її сильнішою, Кейлет вдається завершити ритуал і успішно знайти Райшана. Тим часом Пайк приводить Кейлі до замку і заохочує її поговорити з батьком. Кейлі зізнається, що все ще сумує за ним, коли Скенлан приходить до тями, і вони миряться. Кейлет зв'язується з рештою Vox Machina і просить зустрітися з нею в Зефрі. Хоча Скенлан не хоче знову залишати Кейлі, вона заохочує його йти рятувати світ разом з друзями. Тим часом Ріплі починає дражнити близнюків про смерть Персі, що змушує їх вирватися з кайданів і напасти на неї та її команду. Після тривалої бійки між близнюками та Ріплі, Векс нарешті вбиває її, мстячись за смерть Персі. Потім Векс забирає її пістолет. Відпочиваючи на сусідньому острові, Вокс розповідає Векс, що чув голос Персі з рушниці Ріплі, який казав, що його душа, ймовірно, ув'язнена в ній Ортаксом, але вона відмовляється вірити в це, доки з нею не зв'яжеться Кейлет. Після того, як Vox Machina перегруповується в Зефрі, Кейлет зізнається у своїх почуттях до Вакса, перш ніж розповісти команді про місцезнаходження Рейшана. Кейлет приводить Vox Machina до неї, де вони застають її за виконанням ритуалу з трупом Тордака. Здається, Райшан вбиває всіх, окрім Кейлет, перш ніж спробувати завершити ритуал, оскільки люди останньої заразили її хворобою, яка зробила її слабкою на довгий час. Кейлет, здавалося б, вбиває Райшан, але несподівано перша виявляє, що остання переселила її душу в тіло Тордака. |                    |                                              |            |                                  |                         |
| 36 | 12                 | «Душі в темряві» «Souls in Darkness»         | Карен Гуо  | Брендон Ауман і Сем Рігель       | 24 жовтня 2024          |
| Перенісши свою душу в труп Тордака, починається битва між Кейлет і Райшаною, яка намагається вбити її. Отряд Vox Machina, переживши напад Райшани, також приєднується, щоб допомогти їй. Після довгої виснажливої битви Райшана, здавалося б, убиває Кейлет, але в результаті шокуючого повороту подій Кейлет, виживши, зрештою вбиває її, перенісши хворобу з її старого тіла прямо на труп Тордака, використовуючи свої нові здібності Землі Ашарі. Поки Кейлет починає одужувати, Вакс звертається до Матрони і просить її про спосіб звільнити душу Персі. Матрона попереджає його, що це створить величезний ризик для його життя, перш ніж відправити його назад у світ смертних. Наступного ранку Вакс розповідає всім, що хоче повернути Персі до життя, перемістивши його душу назад у його власне тіло, так само, як Райшана перенесла свою душу в труп Тордака, відчувши, що його душу тримає в полоні демон Ортакс в середині пістолета Ріплі. Вакс готовий ризикнути повернути Персі без допомоги Матрони. Ритуал відродження починається, коли Вакс кличе Ортакса, який приводить його у своє царство. Вакс мандрує своїм королівством у пошуках Персі, намагаючись протистояти впливу Ортакса. Він знаходить Персі, але через те, що перебуває під впливом Ортакса, не впізнає його. Однак Векс зізнається у своїх почуттях Персі, якому вдається відновити всі свої спогади, і в результаті Вакс успішно звільняє Персі з володінь Ортакса, і ритуал перемагає його назавжди. Незабаром Персі відновлює свої сили, на загальне щастя, і Емон, і Вайтстоун починають процес відновлення. Зрештою, Vox Machina поки, що розходяться; Векс і Персі повертаються до Вайтстоуна і продовжують свої стосунки, Кейлет і Вакс вирушають у власну подорож (рука останнього має ознаки гниття), а Скенлан і Кейлі вирішують подорожувати світом разом, тому що перший хоче зробити втрачений час з останнім, а Грог і Пайк залишаються, щоб попрощатися з ними. В іншому місці група культистів проводить ритуал, який викликає смертельне зло, якого ніхто раніше не бачив. |                    |                                              |            |                                  |                         |

## Виробництво

### Збір коштів
4 березня 2019 року акторський склад Critical Role запустив кампанію на Kickstarter, щоб зібрати кошти на 22-хвилинну анімацію під назвою Critical Role: The Legend of Vox Machina Animated Special. Анімаційна історія мала розгортатися безпосередньо перед початком стрімінгової частини кампанії — коли гравці були приблизно сьомого рівня — у той час, коли, за каноном, протягом півроку члени Vox Machina ще не об'єдналися. Акторський склад прогнозував, що на один 22-хвилинний анімаційний короткометражний фільм вони витратять 750 000 доларів США, що відповідає іншим зборам кампанії, пов’язаним із краудфандингом. Не знаючи, скільки часу знадобиться на збір коштів, команда встановила тривалість кампанії на рівні 45 днів.
Однак протягом години після запуску збори перевищили 1 000 000 доларів. Наприкінці першої доби всі оголошені цілі були розблоковані, і загальна сума досягла понад 4,3 мільйона доларів. Оскільки за перші 24 години було профінансовано чотири 22-хвилинні епізоди, команда поставила додаткові цілі, що розширили проект до анімаційного серіалу. Перші два епізоди будуть охоплювати сюжетну арку перед подіями вебсеріалу. Наступні епізоди будуть адаптувати арку Браярвуд з тієї ж кампанії Vox Machina. До 18 березня 2019 року було профінансовано вісім 22-хвилинних епізодів. Нарешті, 4 квітня 2019 року під час трансляції 57 епізоду другої кампанії було досягнуто останньої опублікованої цілі в розмірі 8,8 мільйона доларів, що збільшило загальну тривалість мультсеріалу до десяти епізодів. 16 квітня була досягнута «секретна» ціль у розмірі 10 мільйонів доларів, згідно з якою Віллінгем знімається у будинку з привидами. Остаточна сума, зібрана на Kickstarter 9 квітня 2019 року, становила 11 385 449 доларів США від 88 887 спонсорів. Коли кампанія закрилася, вона була однією з найбільш швидко фінансованих в історії Kickstarter, а також найбільш фінансованим збором для телевізійних і кінопроектів.

### Розробка
Акторський склад повторить свої відповідні ролі Vox Machina, за винятком Оріона Акаби. . Анімаційний серіал написали Дженніфер Муро та інші, за створення анімації взялась компанія Titmouse, Inc., а за дизайн персонажів відповідає Філ Бурасса . У листопаді 2019 року Amazon Prime Video оголосила, що придбала права на трансляцію Vox Machina. Легенда і замовила 14 додаткових епізодів (два додаткові епізоди для 1 сезону і другий сезон з 12 епізодів). Оновлення, опубліковане в кампанії на Kickstarter, запевнило спонсорів, що вони отримають ексклюзивний доступ до першого сезону. Спочатку проект планували випустити наприкінці 2020 року, однак у червні 2020 року оголосили, що реліз відкладається через пандемію COVID-19. Прем’єра відбулася 28 січня 2022 року.
Деякі рівні Kickstarter пропонували виробничі кредити. Ті, хто вносив 2500 доларів і вище, отримували кредит "асоційованого продюсера краудфандингу" у фінальних титрах перших десяти епізодів першого сезону. Ті, хто пообіцяв понад 20 000 доларів, були перераховані як "виконавчий продюсер краудфандингу".

## Сприйняття

### Пре-реліз
Кілька видань, серед яких Variety, Los Angeles Times і CNBC, повідомили, що цей збір на Kickstarter став найбільшим для кіно та відео, обійшовши попереднього рекордсмена Mystery Science Theater 3000, із загальним фінансуванням понад 11,3 мільйонів доларів від понад 88 000 спонсорів. Variety підкреслив, що «Critical Role почали працювати над проектом навесні 2018 року. [. . . ] Після відмови Голлівуда CR вирішив спробувати втілити проект у життя на Kickstarter. [. . . ] Critical Role знали, що у них є велика та зацікавлена фанбаза, але команда не очікувала такого потоку підтримки. За словами Віллінгема, зазвичай на Twitch їх прямі трансляції дивляться від 30 000 до 40 000 людей, та ще 150 000 переглядів записів йде у першу добу. Епізоди на YouTube зазвичай набирають близько 250 000 переглядів за перші 24 години. Загалом кожен епізод збирає близько 1 мільйона переглядів». The Los Angeles Times підкреслила, що цей збір переміг «відомі проекти, як-от „Mystery Science Theatre 3000“, відроджений на Netflix у 2017 році, і „Вероніку Марс“, яка стала повнометражним фільмом [. . . ]. Critical Role перетворилася на міні-імперію медіа, що приваблює понад півмільйона глядачів щотижня на YouTube, Twitch та їх власному сайті Critrole.com. Друзі перетворили своїх домашніх персонажів у топ-10 коміксів на ComiXology; розпродають свої живі шоу; і вимушені окреслювати межі навколо своїх стендів в магазинах коміксів і на автограф-сесіях. Угода з Amazon відбувається після партнерства з анімаційною студією Titmouse».
Корі МакКрірі для WWAC підкреслив, що Оріон Акаба та його персонаж не з'являться в мультсеріалі. Вона написала: «Частиною краси адаптацій є те, що ви можете змінити речі, які більше не відповідають історії, яку ви хочете розповісти. Команда Critical Role посварилась з актором, який зіграв Тіберія, і в трансляціях персонаж залишив гру досить рано, чим викликав трохи проблем для таких адаптацій і майбутнього мультфільму. [. . . ] Тому, хоча я не знаю, чи введуть вони персонажа в коміксах до того, як він покинув гру, я знаю, що вони не планують використовувати його в мультсеріалі, незважаючи на те, що він був присутнім у деяких пригодах. Було б чудово, якби ця адаптація взяла сторінку із середовища, частиною якого вона є, і дала б кожному [персонажу] з групи свою передісторію».

### Оцінки та відгуки
Перші шість з дванадцяти епізодів першого сезону були надані критикам для перегляду перед прем'єрою серіалу. Перший сезон «Легенда про Vox Machina» отримав загалом позитивну реакцію критиків. Численні огляди підкреслили проблеми з адаптацією об'ємного вихідного матеріалу та те, що шоу має деякі проблеми з темпом. Однак, як тільки воно досягає арки Браярвуда, шоу по-справжньому починається.
У порівнянні першого сезону з оригінальною кампанією «D&D», Глен Велдон з NPR заявив, що «„Легенда про Vox Machina“ — це те, що залишилося після того, як вся ця енергія хаосу була перетворена в чисту історію. Дистильована і значно згущена: сюжетні лінії, які розтягнулися на години і години у вебсеріалі, розгортаються тут протягом одного-двох півгодинних епізодів [...] Анімаційний серіал не може бути таким, як вебсеріал, але він і націлений на ширшу аудиторію. І принаймні в цьому відношенні він, безперечно, отримав все необхідне, щоб досягти своєї мети». Кевін Джонсон з The A.V. Club відмітив, що «шоу абсолютно працює» і що «дія добре анімована, і хоча це справді шоу для дорослих — з великою кількістю лайливих слів, сексуальних натяків і жорстокого насильства —, ніщо не виглядає надмірно грубим або невиправдано безпідставним. Коли справи йдуть кепсько, це має значення. Зокрема, четвертий епізод — це яскрава демонстрація нюансів характеру, хвилюючої напруги і жахаючих візуальних зображень. Це хороші речі, і, можливо, найголовніше, „Vox Machina“ усвідомлює, щоб його моменти — драматичні, комедійні чи екшн-орієнтовані — дихали самі».
Ерік Франциско з Inverse порівняв шоу з проєктами Аватар: Останній захисник та Вольтрон у тому, як воно передає ідеї; він заявив, що «Легенда про Vox Machina» «без особливих зусиль перетворює складні знання на широко доступні ідеї. Невеликий наслідок полягає в тому, що в самому Тал'Дорей недостатньо оригінальності [...]. Це не означає відсутність потягу до Vox Machina; історія Персі, стрільця, який бореться зі своєю жагою помсти, дивовижна. Але лінії, що відповідають за комедію та пародію, занадто часто розмиваються, особливо через те, як часто шоу змінює тон. „Легенда про Vox Machina“ сама по собі є доступною річчю, яка бере свій початок із довготривалого шоу на Twitch. По суті, „Vox Machina“ — це екшн-фантастика, дитя Толкієно-подібного сеттингу та жахливого гумору коміксів про Дедпула». Кесс Маршалл з Polygon описав серіал як «дуже поблажливу історію», «дивно повноцінну», але яка іноді «відверто кажучи, впадає в крайнощі». Маршалл написав: «Мені це подобається. Сердечність і добрі наміри Critical Role подолали багато початкових проблем з „Легендою про Vox Machina“, і до моменту початку головної арки сезону я був повністю занурений. Анімація досить добре передає сюжет, хоча й не ідеально.[... ] Це D&D у найкращому вигляді, і, на щастя, вам не потрібно вникати в багатий канон Critical Role та пов’язані з ним проєкти».

## Пов'язані медіа
- The Legend of Vox Machina — це адаптація першої кампанії[en] вебсеріалу Critical Role. «Перша кампанія тривала 115 епізодів, кожне відео тривало від трьох до шести годин»[58].
  - Серія коміксів Critical Role: Vox Machina. Початок[en] є адаптацією гри групи перед шоу[59].
  - Роман Critical Role: Vox Machina. Кіт та Кін[en] (2021) також є адаптацію-приквелом, яка фокусується на близнюках Вессар, розповідаючи їх передісторію[en] тривалістю в три роки, перш ніж вони приєдналися до партії пригодників Vox Machina[60][61].
- Кампанія першоджерела, Critical Role: Посібник Кампанії Тал'Дорей[en] (2017), є посібником до проведення першої кампанії[62]. Він був опублікований Critical Role Productions[en] і Green Ronin Publishing[en][63] під ліцензією відкритої гри Wizards of the Coast[13] і не вважається "офіційним" матеріалом Dungeons & Dragons[63].